# فورتونا (كاليفورنيا)
فورتونا (بالإنجليزية: Fortuna )‏ هي إحدى مدن مقاطعة هومبولدت، كاليفورنيا. تم إعطاءها لقب مدينة في 20 يناير، 1906.

## التركيبة السكانية
حدّد مكتب تعداد الولايات المتحدة بيانات التركيبة السكانية لفورتونا في تعداد الولايات المتحدة. في ما يلي، التركيبة السكانية حسب تعدادي 2000 و2010.

### تعداد عام 2000
بلغ عدد سكان فورتونا 10,497 نسمة بحسب تعداد عام 2000، وبلغ عدد الأسر 4,185 أسرة وعدد العائلات 2,777 عائلة مقيمة في المدينة. في حين سجلت الكثافة السكانية 771.8 نسمة لكل كيلومتر مربع (1,999.0/ميل2). وبلغ عدد الوحدات السكنية 4,414 وحدة بمتوسط كثافة قدره 324.6 لكل كيلومتر مربع (840.7/ميل2).
وتوزع التركيب العرقي للمدينة بنسبة 88.39% من البيض و0.45% من الأمريكيين الأفارقة و2.91% من الأمريكيين الأصليين و0.97% من الأمريكيين ذوي الأصول الآسيوية و0.17% من سكان جزر المحيط الهادئ و3.95% من الأعراق الأخرى و3.16% من عرقين مختلطين أو أكثر و10.45% من الهسبانيون أو اللاتينيون من أي عرق.
بلغ عدد الأسر 4,185 أسرة كانت نسبة 34.6% منها لديها أطفال تحت سن الثامنة عشر تعيش معهم، وبلغت نسبة الأزواج القاطنين مع بعضهم البعض 49.6% من أصل المجموع الكلي للأسر، ونسبة 12.3% من الأسر كان لديها معيلات من الإناث دون وجود شريك، بينما كانت نسبة 4.5% من الأسر لديها معيلون من الذكور دون وجود شريكة وكانت نسبة 33.6% من غير العائلات. تألفت نسبة 28.1% من أصل جميع الأسر من عدة أفراد يعيشون في نفس المنزل ونسبة 14.1% كانت تتألف من شخص يعيش بمفرده يبلغ من العمر 65 عاماً أو أكثر. وبلغ متوسط حجم الأسرة المعيشية 2.45، أما متوسط حجم العائلات فبلغ 2.98.
بلغ العمر الوسطي للسكان 37.9 عاماً. وكانت نسبة 26% من القاطنين تحت سن الثامنة عشر، وكانت نسبة 8% بين الثامنة عشر والرابعة والعشرين عاماً، ونسبة 25.6% كانت واقعةً في الفئة العمرية ما بين الخامسة والعشرين والرابعة والأربعين عاماً، ونسبة 22.2% كانت ما بين الخامسة والأربعين والرابعة والستين، ونسبة 16% كانت ضمن فئة الخامسة والستين عاماً فما فوق. يوجد لكل 100 أنثى 91.7 ذكر، ويوجد لكل 100 أنثى في الثامنة عشر من عمرها فما فوق 88.1 ذكر.
بلغ متوسط دخل الأسرة في المدينة 31,129 دولارًا، أما متوسط دخل العائلة فبلغ 38,867 دولارًا. وكان متوسط دخل الذكور 32,414 دولارًا مقابل 23,327 دولارًا للإناث. وسجل دخل الفرد الخاص بالمدينة 16,574 دولارًا. وكانت نسبة 12.1% من العائلات ونسبة 17.4% من السكان تحت خط الفقر، وكان من هؤلاء نسبة 24.7% تحت سن الثامنة عشر ونسبة 4.6% في الخامسة والستين من العمر وما فوق.

### تعداد عام 2010
بلغ عدد سكان فورتونا 11,926 نسمة بحسب تعداد عام 2010، وبلغ عدد الأسر 4,688 أسرة وعدد العائلات 2,993 عائلة مقيمة في المدينة. في حين سجلت الكثافة السكانية 876.9 نسمة لكل كيلومتر مربع (2,271.2/ميل2). وبلغ عدد الوحدات السكنية 4,991 وحدة بمتوسط كثافة قدره 367 لكل كيلومتر مربع (950.5/ميل2).
وتوزع التركيب العرقي للمدينة بنسبة 81.22% من البيض و0.61% من الأمريكيين الأفارقة و3.72% من الأمريكيين الأصليين و0.89% من الأمريكيين ذوي الأصول الآسيوية و0.08% من سكان جزر المحيط الهادئ و8.93% من الأعراق الأخرى و4.55% من عرقين مختلطين أو أكثر و17.04% من الهسبانيون أو اللاتينيون من أي عرق.
بلغ عدد الأسر 4,688 أسرة كانت نسبة 32.2% منها لديها أطفال تحت سن الثامنة عشر تعيش معهم، وبلغت نسبة الأزواج القاطنين مع بعضهم البعض 45.5% من أصل المجموع الكلي للأسر، ونسبة 12.4% من الأسر كان لديها معيلات من الإناث دون وجود شريك، بينما كانت نسبة 6% من الأسر لديها معيلون من الذكور دون وجود شريكة وكانت نسبة 36.2% من غير العائلات. تألفت نسبة 29.2% من أصل جميع الأسر من عدة أفراد يعيشون في نفس المنزل ونسبة 14.6% كانت تتألف من شخص يعيش بمفرده يبلغ من العمر 65 عاماً أو أكثر. وبلغ متوسط حجم الأسرة المعيشية 2.49، أما متوسط حجم العائلات فبلغ 3.06.
بلغ العمر الوسطي للسكان 38.1 عاماً. وكانت نسبة 24.6% من القاطنين تحت سن الثامنة عشر، وكانت نسبة 10% بين الثامنة عشر والرابعة والعشرين عاماً، ونسبة 22.5% كانت واقعةً في الفئة العمرية ما بين الخامسة والعشرين والرابعة والأربعين عاماً، ونسبة 25.6% كانت ما بين الخامسة والأربعين والرابعة والستين، ونسبة 17.3% كانت ضمن فئة الخامسة والستين عاماً فما فوق. وتوزع التركيب الجنسي للسكان بنسبة 48.2% ذكور و51.8% إناث.

## أعلام
- سام رينولدز